# Светлицы (Новгородская область)
Светлицы — деревня в Солецком районе Новгородской области.

## География
Находится в западной части Новгородской области на расстоянии приблизительно 12 км на юг по прямой от районного центра города Сольцы.

## История
На карте 1847 года уже была обозначена как поселение с 27 дворами. В 1909 году здесь (деревня Старорусского уезда Новгородской губернии) было учтено 82 двора. До 2020 года входила в состав Выбитского сельского поселения.

## Население
Численность населения: 566 человек (1909 год), 161 (русские 94 %) в 2002 году, 117 в 2010.